# Pino Colizzi
Pino Colizzi (* 12. November 1937 in Rom) ist ein italienischer Schauspieler und Synchronsprecher.

## Leben
Colizzi trat in erster Linie als Bühnenschauspieler in Erscheinung; beeindruckend war seine Darstellung in Shakespeares Die zwölfte Nacht 1966. Bereits seit 1960 sporadisch beim Film und im Fernsehen aktiv, spielte er wichtige Nebenrollen auf der Leinwand und war auf dem Bildschirm in Werken wie Anna Karenina 1974 oder L'assedio 1980 zu sehen. Auch in der ersten Staffel von Allein gegen die Mafia gab er eine der wichtigsten Rollen. Mit Mauro Bolognini und Franco Zeffirelli drehte er mehrfach.
Neben seiner Schauspielarbeit synchronisierte er u. a. Michael Douglas, Richard Dreyfuss, Christopher Reeve, Michael York und Pierre Clémenti.

## Filmografie (Auswahl)
- 1972: Die Todesflieger (Forza „G“)
- 1973: Der Todeskuß des Paten (Baciamo le mani)
- 1976: Action Winners (L'ultima volta)
- 1976: Liebe ohne Stundenplan (Il medico e la studentessa)
- 1977: Die Kröte (La banda del gobbo)
- 1977: Wie es Gott gefällt (Au plaisir de Dieu, Fernsehachtteiler)
- 1990: Ich wollte Hosen (Volevo i pantaloni)